# Cavalerius (cráter)

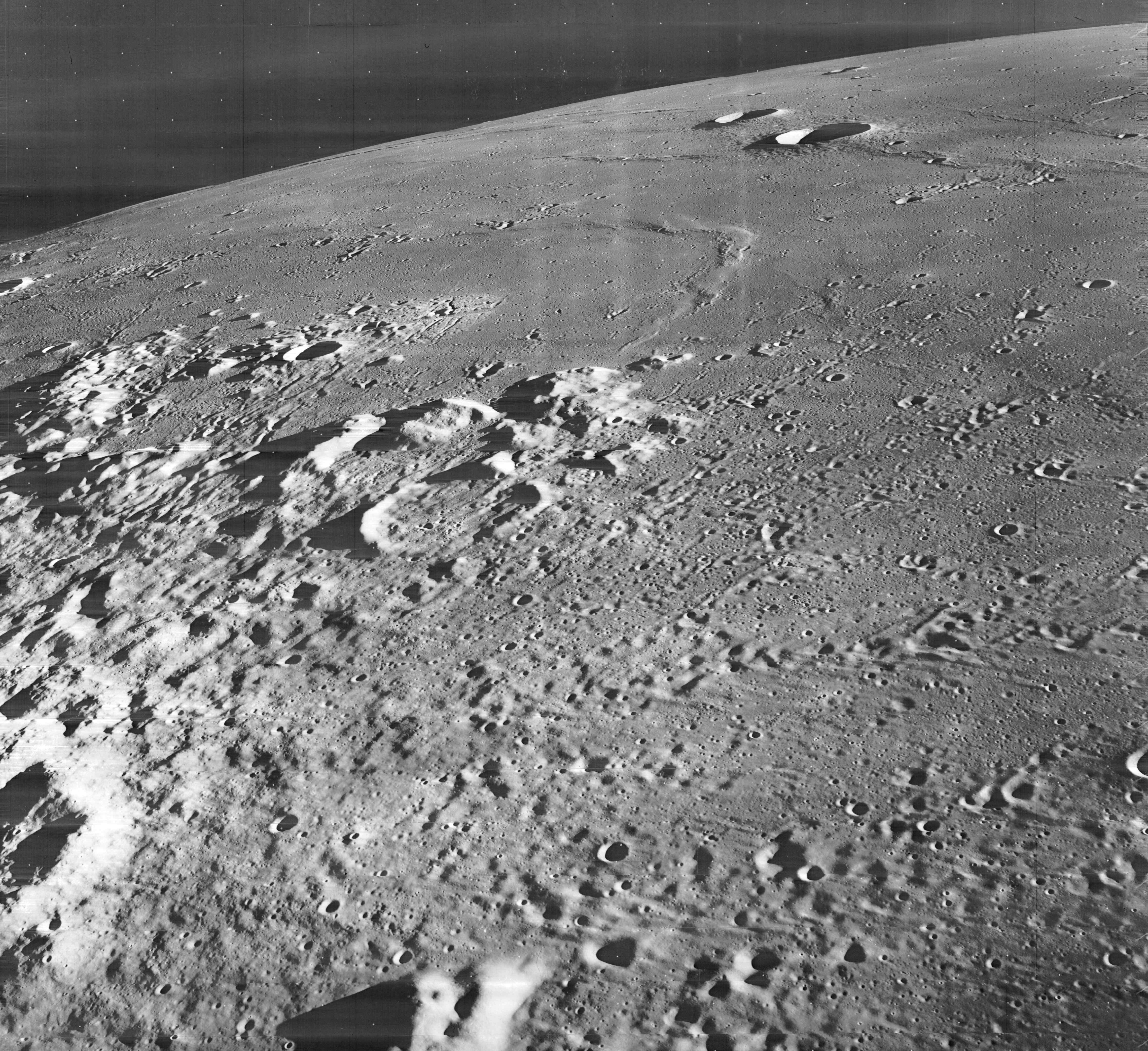
Planitia Descensus, al noreste de Cavalerius. Numerosos cráteres secundarios de Cavalerius aparecen al fondo.

Cavalerius es un prominente cráter de impacto que se encuentra en el borde occidental del Oceanus Procellarum, en la parte visible del oeste de la Luna. Casi se une al borde norte del cráter Hevelius, situado al sur.
|  |

El borde de Cavalerius es relativamente alto, llegando a más de 3 kilómetros de elevación en algunos lugares. Hay grietas en las partes norte y sur del borde y de las paredes interiores. Parte de los lados internos están aterrazadas. El suelo interior mezcla colinas bajas y zonas a nivel. En el punto medio del fondo del cráter aparece un pico central bajo, con crestas vecinas al norte y al este.
Al noreste de este cráter se halla la Planitia Descensus, el lugar de alunizaje de la sonda de la URSS Luna 9, el primer vehículo en aterrizar suavemente sobre la Luna. Se encuentra entre algunos relieves suaves junto al borde del Oceanus Procellarum.

## Cráteres satélite
Por convención estos elementos son identificados en los mapas lunares poniendo la letra en el lado del punto medio del cráter que está más cerca de Cavalerius.
|            | \| Cavalerius \| Coordenadas \| Diámetro \| \| ---------- \| ----------------------------- \| -------- \| \| A \| 4°30′N 69°30′O / 4.5, -69.5 \| 14 km \| \| B \| 6°00′N 71°00′O / 6.0, -71.0 \| 39 km \| \| C \| 5°48′N 69°12′O / 5.8, -69.2 \| 8 km \| \| D \| 8°36′N 68°18′O / 8.6, -68.3 \| 52 km \| \| E \| 7°42′N 69°54′O / 7.7, -69.9 \| 9 km \| \| F \| 8°06′N 65°18′O / 8.1, -65.3 \| 7 km \| \| K \| 10°18′N 69°12′O / 10.3, -69.2 \| 10 km \| \| L \| 10°24′N 70°12′O / 10.4, -70.2 \| 10 km \| \| M \| 10°18′N 71°30′O / 10.3, -71.5 \| 12 km \| \| U \| 10°06′N 67°24′O / 10.1, -67.4 \| 7 km \| \| W \| 6°54′N 67°18′O / 6.9, -67.3 \| 7 km \| \| X \| 9°12′N 66°36′O / 9.2, -66.6 \| 4 km \| \| Y \| 10°42′N 69°48′O / 10.7, -69.8 \| 7 km \| \| Z \| 11°00′N 69°30′O / 11.0, -69.5 \| 4 km \| |          |
| Cavalerius | Coordenadas | Diámetro |
| A          | 4°30′N 69°30′O / 4.5, -69.5 | 14 km    |
| B          | 6°00′N 71°00′O / 6.0, -71.0 | 39 km    |
| C          | 5°48′N 69°12′O / 5.8, -69.2 | 8 km     |
| D          | 8°36′N 68°18′O / 8.6, -68.3 | 52 km    |
| E          | 7°42′N 69°54′O / 7.7, -69.9 | 9 km     |
| F          | 8°06′N 65°18′O / 8.1, -65.3 | 7 km     |
| K          | 10°18′N 69°12′O / 10.3, -69.2 | 10 km    |
| L          | 10°24′N 70°12′O / 10.4, -70.2 | 10 km    |
| M          | 10°18′N 71°30′O / 10.3, -71.5 | 12 km    |
| U          | 10°06′N 67°24′O / 10.1, -67.4 | 7 km     |
| W          | 6°54′N 67°18′O / 6.9, -67.3 | 7 km     |
| X          | 9°12′N 66°36′O / 9.2, -66.6 | 4 km     |
| Y          | 10°42′N 69°48′O / 10.7, -69.8 | 7 km     |
| Z          | 11°00′N 69°30′O / 11.0, -69.5 | 4 km     |